# 五社神古墳
五社神古墳（日语：／ Gosashikofun）是位於日本奈良縣奈良市山陵町字宮之谷的一座前方後圓墳，雖然實際上入葬者不明，但是古墳被宮內廳指定為第14代仲哀天皇皇后神功皇后的陵墓，稱為狹城盾列池上陵，為日本全國第12大的古墳，推算建於古墳時代前期（4世紀末）。

## 概要
古墳建於奈良盆地北部的佐紀丘陵，是一座巨大的前方後圓墳。「五社神」則是來自以前建於後圓部墳頂的祭祠。按文獻記載，古墳在嘉永2年（1849年）遭到盜墓。古墳現在由宮內廳指定為神功皇后陵，並且由其管理，2003年時在墳丘裾部展開了考古調查，2008年時初次讓學者進入古墳展開調查。
古墳左右不對稱，其前方部分則朝向南方。墳丘的後圓部分為4層，前方部分為3層。墳丘長267米，為佐紀盾列古墳群中規模最大，日本全國則是第12位。古墳的中間細部推算曾經建有造出，墳丘表面也發掘出葺石、圓筒埴輪、朝顏形埴輪、壺形、盾形、屋形和蓋形等形象埴輪。雖然墳丘由周濠所包圍，但是原本並沒有周壕，現存的可能是後世所建的。另外根據江戶時代有關盜墓的記載，古墳的墓室是豎穴式石室，其內部則是長持形石棺。
古墳推測建於古墳時代前期（約4世紀末）。在一眾奈良盆地北部的巨大古墳中，古墳的建造時期推斷次於傳日葉酢媛命陵墓佐紀陵山古墳、傳垂仁天皇陵墓的寶來山古墳和傳成務天皇陵墓的佐紀石塚山古墳之後。古墳也因此被視為大和王權的大王墓，而且建有主要出現在古墳時代中期的造出而受到注目。雖然實際上入葬者不明，但是古墳被宮內廳指定為第14代仲哀天皇皇后神功皇后的陵墓。
嘉永2年（1849年），古墳遭到盜墓，當時的史料上稱其為稱德天皇陵墓，文久3-4年（1863年-1864年）進行修復前，傳承上稱其是日葉酢媛命的陵墓，其後才指定為神功皇后的陵墓。明治時，由當時的宮內省（現宮內廳）正式指定為神功皇后的陵墓。1889年10月，新建了石欄和鐵門。2003年在進行墳丘的整備工程前，宮內廳書陵部進行了事前調査古和墳丘外形調査。2008年2月22日，考古和歷史學的16名學會代表進入古墳進行調查，這是首次有學者獲准進入古墳進行調查。

## 規模
古墳規模如下。
- 墳丘長：約267米
- 後圓部分，4層。
  - 直徑：約190米（東西）
  - 高：約27米
  - 墳頂直徑：約40米
- 前方部分，3層
  - 闊：約150米
  - 長：約115米
  - 高：約20.5米
- 中間細部
  - 闊：約110米
- 造出，中間細部西面。
  - 推算長約28米×闊約83米

墳丘的第一層在後圓部的背面斷開。過去，有關墳丘長度的測量圖記載為275米，但是在宮內廳於墳丘裾部調査後調整至現數值。
雖然現在墳丘周圍由周濠所包圍，但是根據古文獻未見有關周濠的記載以及現在的形狀推測，原本並未有建有周壕。現在的周壕
可能是文久年間進行修復工程時加建的。儘管現存的周壕的時期並不明確，但是墳丘周圍建有相信與古墳同時期的周庭帶。
前方部分的南面有一丘陵，一些說法認為古墳未建成為前，古墳位處的丘陵與此丘陵是相連起來形成山脊。然而，根據宮內廳的調查顯示，由於其與前方部分之間的距離甚遠，因此否定這種這說法。

## 入葬者
| 成務天皇陵和神功皇后陵的名稱 | 成務天皇陵     | 神功皇后陵     |
| 日本書紀                     | 狹城盾列陵     | 狹城盾列陵     |
| 續日本後紀                   | 楯列南山陵     | 楯列北山陵     |
| 延喜式                       | 狹城盾列池後陵 | 狹城盾列池上陵 |

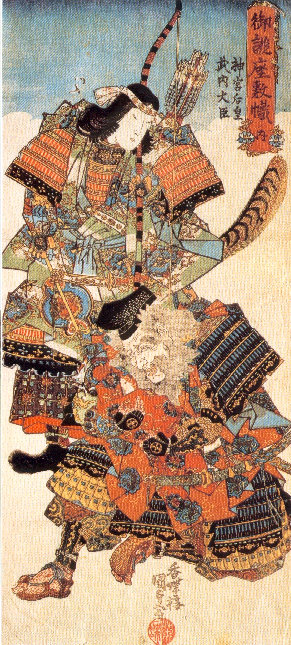
神功皇后

雖然實際上入葬者不明，但是古墳被宮內廳指定為第14代仲哀天皇皇后神功皇后的陵墓。按《日本書紀》記載，神功皇后陵稱為狹城盾列陵，《續日本後紀》方面，根據圖錄調査分出了成務天皇陵和神功皇后陵，指出北面山陵（楯列北山陵）為神功皇后陵，南面山陵（楯列南山陵）為成務天皇陵。其餘的六國史也有不少有關遣使至神功皇后陵的記載。按《延喜式》諸陵寮記載，神功皇后陵為遠陵的「狹城盾列池上陵」，範圍為東西2町乘以南北2町，守墓人5名。文永5年（1268年）時，元日戰爭時也有曾經派遺山陵使至古墳的記載。
其後，有關神功皇后陵的所在變得不明関，元祿10年（1697年）調查時將佐紀陵山古墳（現日葉酢媛命陵）當為神功皇后陵，五社神古墳則當成是稱德天皇陵。文久3年（1863年），根據《大和國添下郡京北一條班田圖（京北班田圖）》和《西大寺敷地古圖》等記載，神功皇后陵改為指定此古墳，延續至今。當時由於改動了指定，便將延享2年至寬政2年（1745年至1790年）奉納於原神功皇后陵（佐紀陵山古墳）的8個燈籠移至五社神的古墳內，保存至今。

## 陪葬墓
據宮內廳的說法，古墳共有5座陪葬墓，分別是湟內陪葬墓一座和飛地陪葬墓4座。全部詳細情況不明，如果是屬於古墳的話，很可能是早期陪葬墓的例子之一。